# Mariä Himmelfahrt (Lampferding)

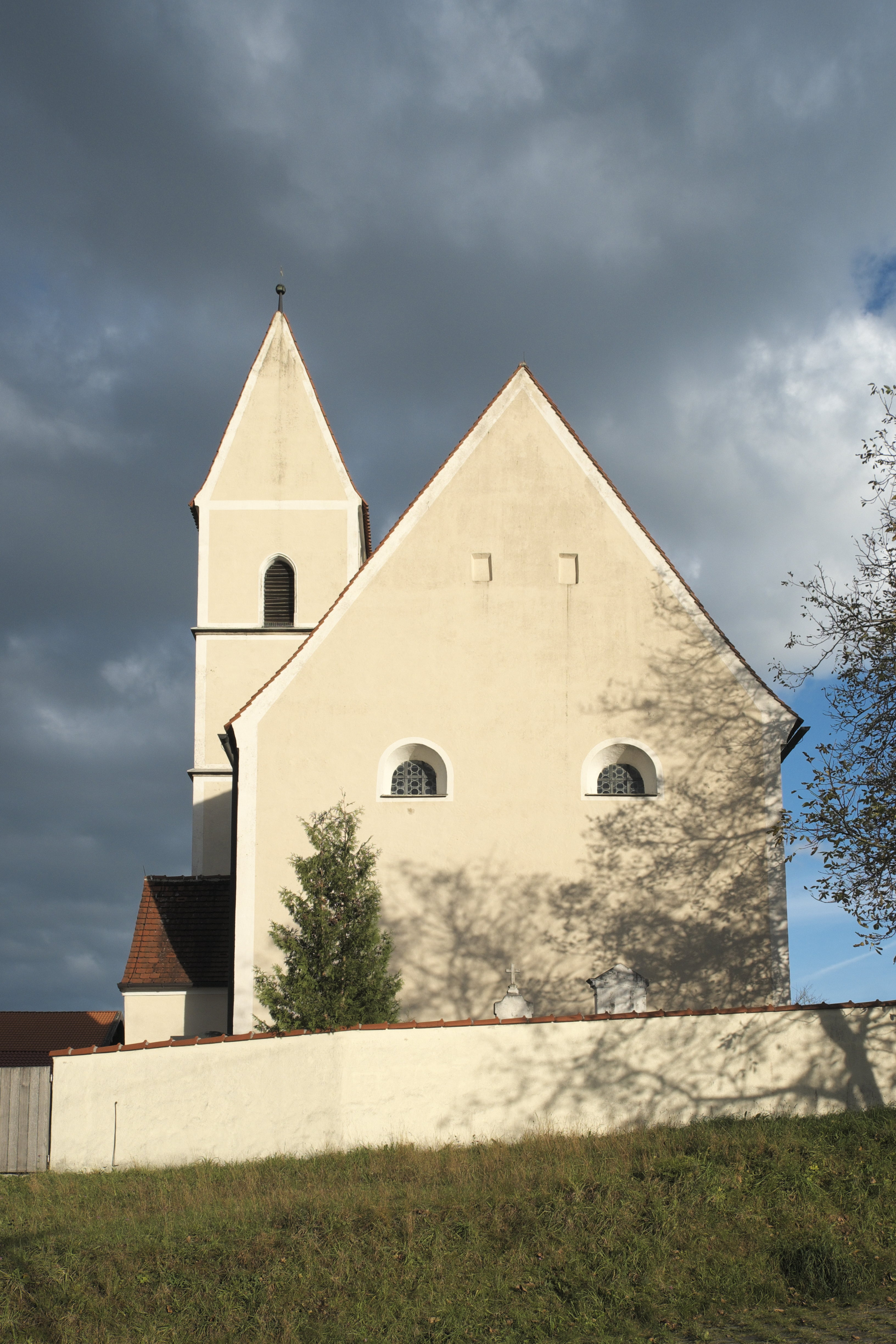
Kirche Mariä Himmelfahrt, Westfassade

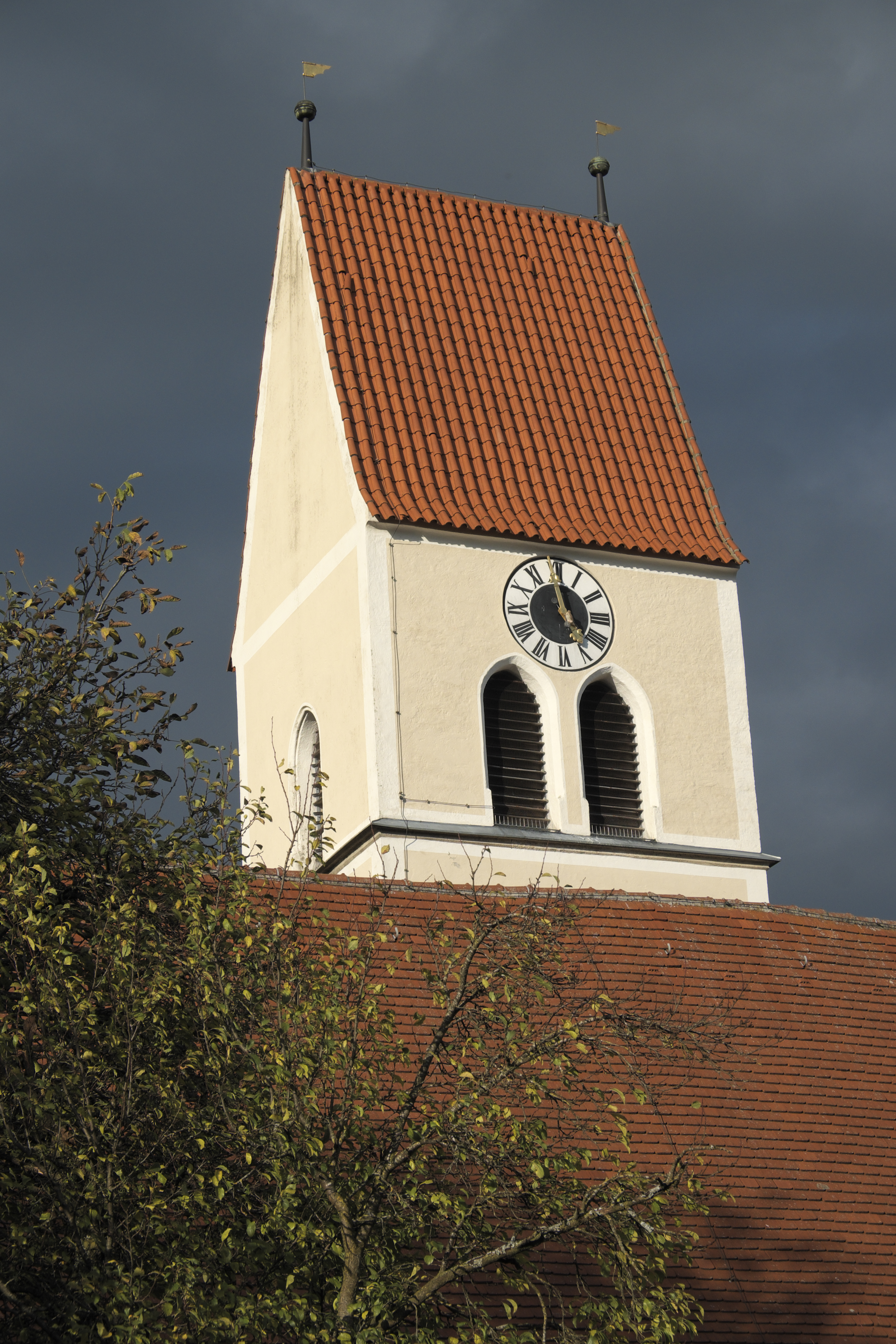
Glockenturm mit Satteldach

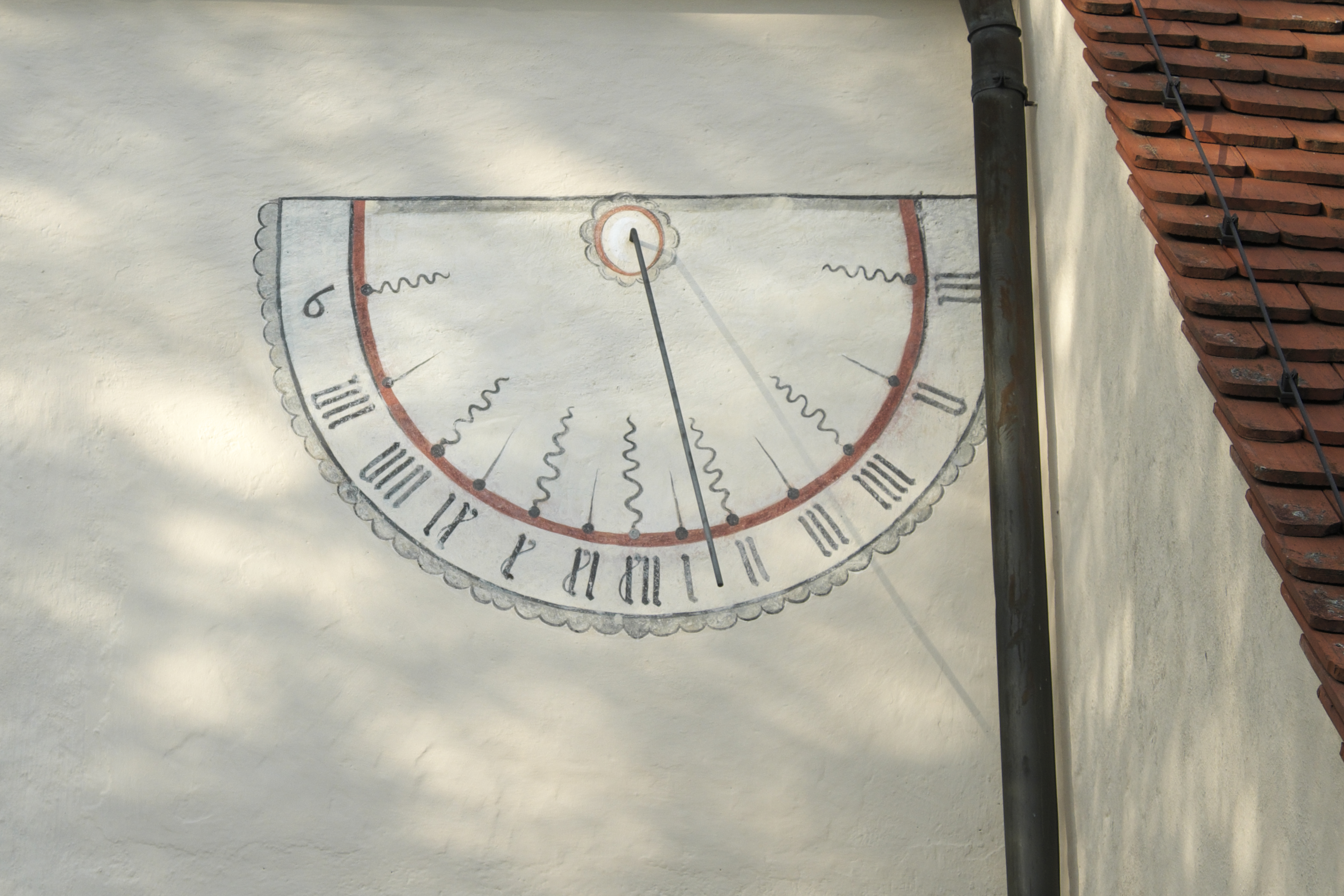
Sonnenuhr

Die katholische Pfarrkirche Mariä Himmelfahrt in Lampferding, einem Ortsteil der Gemeinde Tuntenhausen im Landkreis Rosenheim in Bayern, ist ein spätgotischer Bau, der vermutlich ab 1520 errichtet wurde. Die Kirche gehört zu den geschützten Baudenkmälern in Bayern. 

## Geschichte
Vermutlich wurde bereits im Zuge der Ortsgründung im 8. Jahrhundert eine erste Kirche aus Holz errichtet, die später durch einen Steinbau ersetzt wurde. Erstmals schriftlich erwähnt wird die Lampferdinger Kirche im Jahr 1315 in der Konradinischen Matrikel, dem 1315/16 erstellten Güterverzeichnis des Bistums Freising. Die heutige Kirche wurde vermutlich um 1520 erbaut. Lange Zeit war die Lampferdinger Kirche Ziel einer Wallfahrt zum Gnadenbild Unserer Lieben Frau von Lampferding, woran noch mehrere Votivbilder in der Kirche erinnern. Auch Leonhardiritte zu Ehren des heiligen Leonhard wurden abgehalten. Um 1670 erfolgte die Umgestaltung der Kirche im Stil des Barock, wobei sie mit neuen Altären ausgestattet wurde. 1803 schuf der aus Tirol stammende Maler Karl Selb eine einheitliche Innendekoration im Stil des Klassizismus mit großen Deckenfresken und gemaltem Stuck.

## Architektur

### Außenbau
Im nördlichen Chorwinkel steht der mit einem Satteldach gedeckte Glockenturm, dessen vier Geschosse durch umlaufende Tuffsteingesimse gegliedert werden. An der Süd-, Ost- und Nordseite ist das Glockengeschoss von spitzbogigen, gekuppelten Klangarkaden durchbrochen. In das Vorzeichen an der Nordseite des Langhauses ist das Portal integriert. In den beiden Nischen wurden früher Knochen aus dem Friedhof untergebracht. An der Südseite des Langhauses ist eine Sonnenuhr aufgemalt, die in die Bauzeit der Kirche datiert wird. Sie wurde bei der Außenrenovierung im Jahr 1974 wieder freigelegt.

### Innenraum

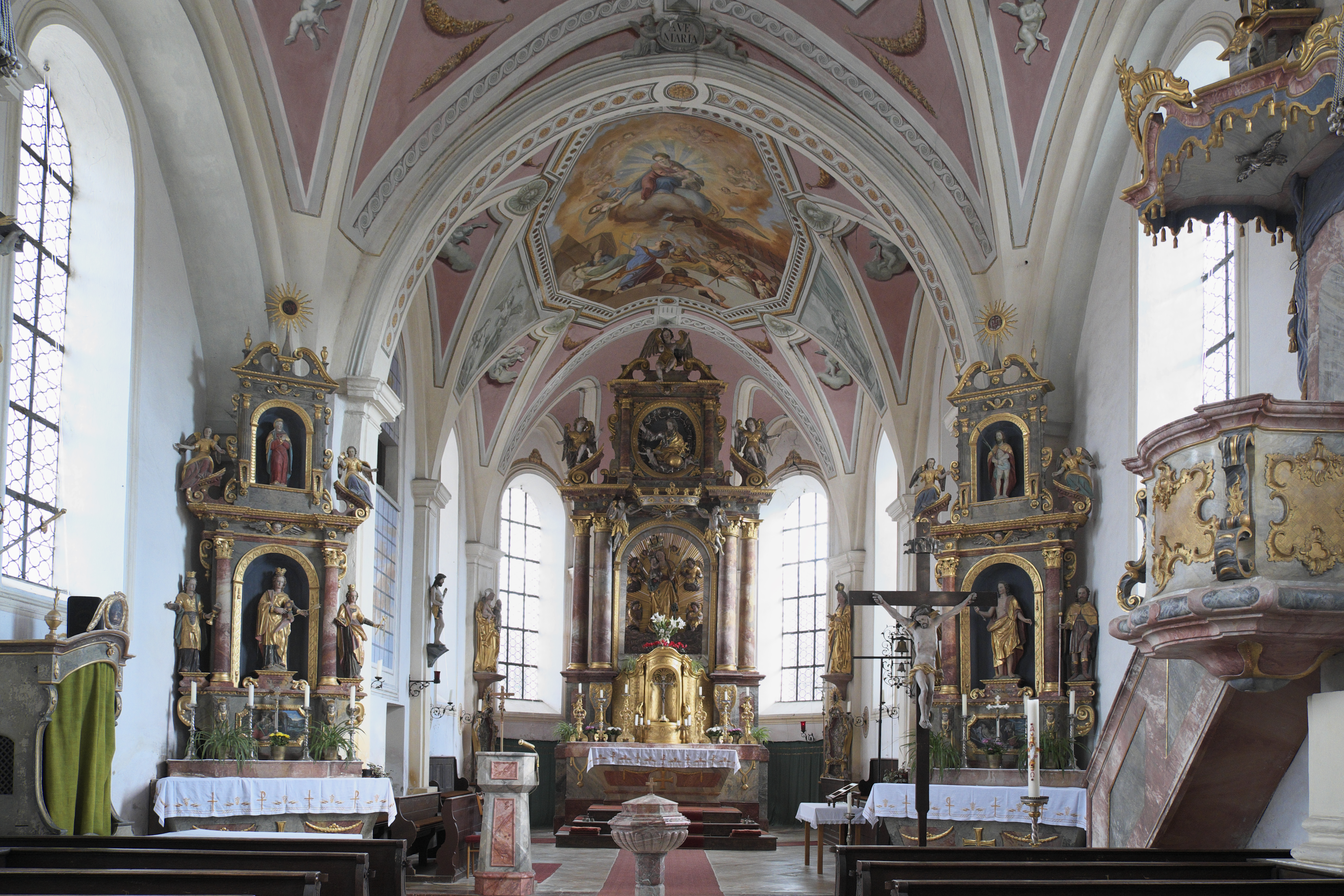
Innenraum

Das einschiffige Langhaus ist in drei Joche gegliedert. Der leicht eingezogene, um eine Stufe erhöhte Chor ist zweijochig und  dreiseitig geschlossen. Chor und Langhaus werden von Stichkappentonnen gedeckt, die auf Pilastern mit Gebälkstücken  aufliegen. Den westlichen Abschluss des Langhauses bildet eine Doppelempore, auf der oberen Empore ist die Orgel eingebaut.
Im Erdgeschoss des Turms an der Nordseite des Chors, das früher als Sakristei diente, ist ein spätgotisches Sterngewölbe erhalten. Der  darüberliegende Raum wurde als Oratorium genutzt, von dem aus durch eine Maueröffnung der Gottesdienst verfolgt werden konnte.

## Deckenmalerei
Die Deckenfresken wie der gemalte Stuckdekor wurden 1803 von Karl Selb ausgeführt. Das große Deckenfresko im Chor stellt Maria als Beschützerin der Bedrängten dar. Die Segelschiffe im Hintergrund verweisen auf die Seeschlacht von Lepanto und den Sieg der Heiligen Liga über das Osmanische Reich im Jahr 1571, der der Hilfe Marias zugeschrieben wird. Die in Grisailletechnik ausgeführten Zwickelbilder stellen Mariä Verkündigung und die Heimsuchung Mariens dar.
Das Langhausfresko ist dem Patrozinium der Kirche gewidmet und zeigt die Himmelfahrt Mariens. In dem zum Chor gewandten Teil wird Maria von der Dreifaltigkeit in einem von über 60 Engeln und Engelsköpfen bevölkerten Himmel aufgenommen. Im zur Empore gerichteten Teil entdecken die Apostel und zwei Frauen den leeren Sarg Marias. Links unten ist die Signatur des Malers zu erkennen: „C. Selb fec. 1803“. Auf den seitlichen Stichkappen sieht man Mariensymbole verbunden mit Anrufungen Mariens. Unter dem Bild der Sonne liest man die Inschrift „Erleichte uns“, unter der Pforte des Himmels steht „Erfreue uns“, die Darstellung der Arche Noah ist mit der Bitte „Erhalte uns“ und die Bundeslade mit der Bitte „Stärke uns“ verknüpft, unter dem Marienmonogramm ist „Reinige uns“ und unter dem Meerstern „Führe uns“ zu lesen. 

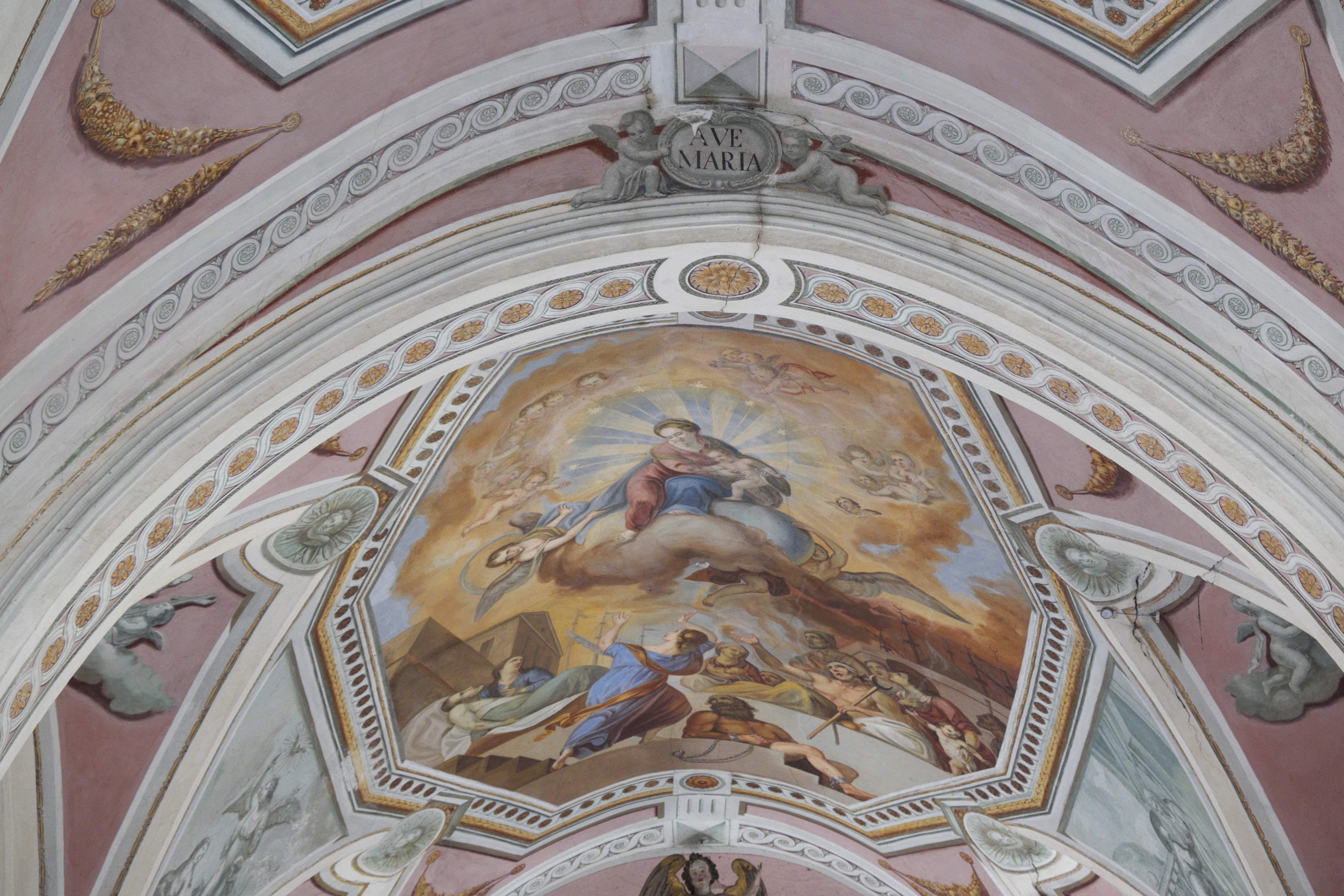
Chorbogen und Maria als Beschützerin der Bedrängten
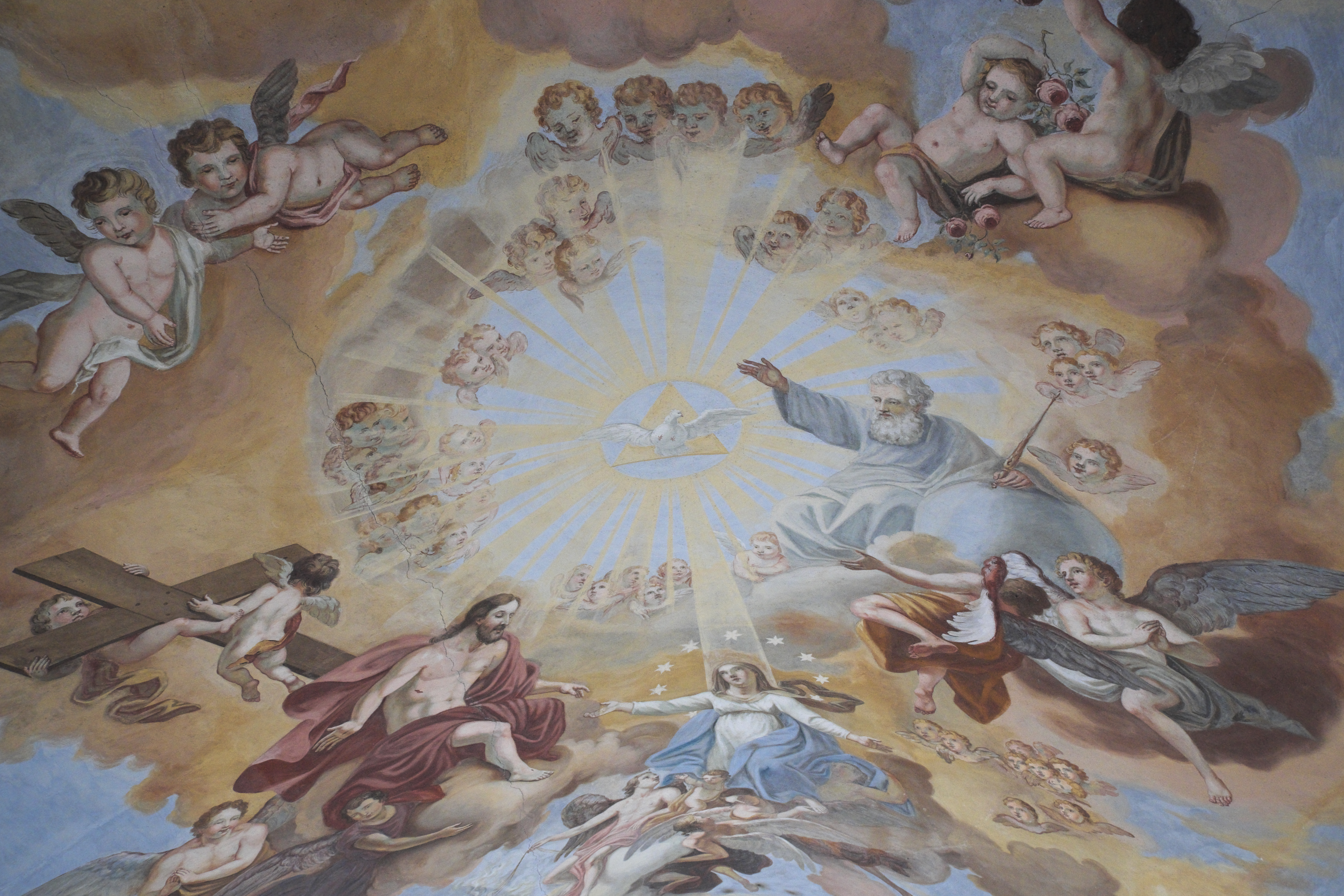
Mariä Himmelfahrt und Dreifaltigkeit
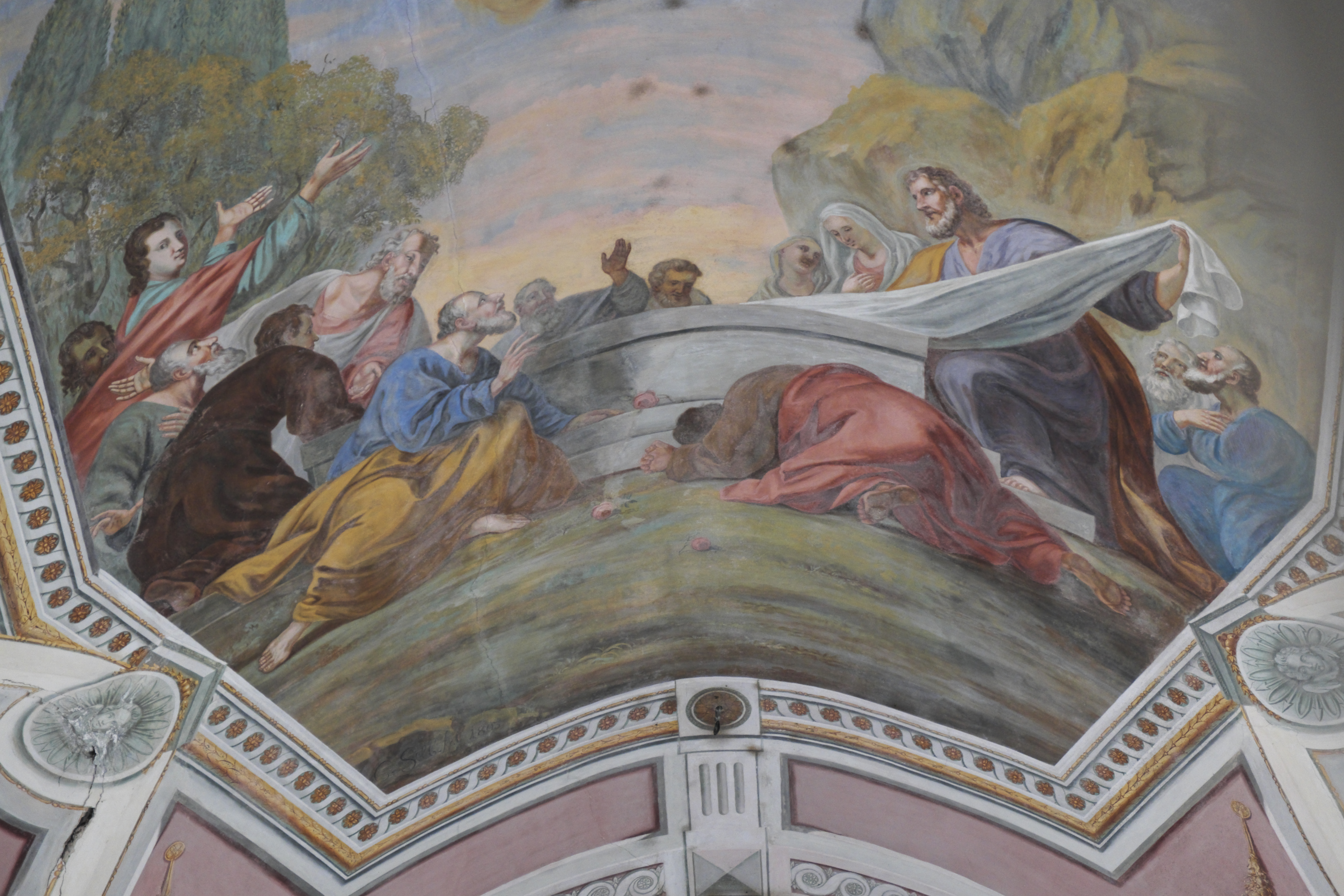
Apostel entdecken den leeren Sarg Marias, links unten Signatur des Malers
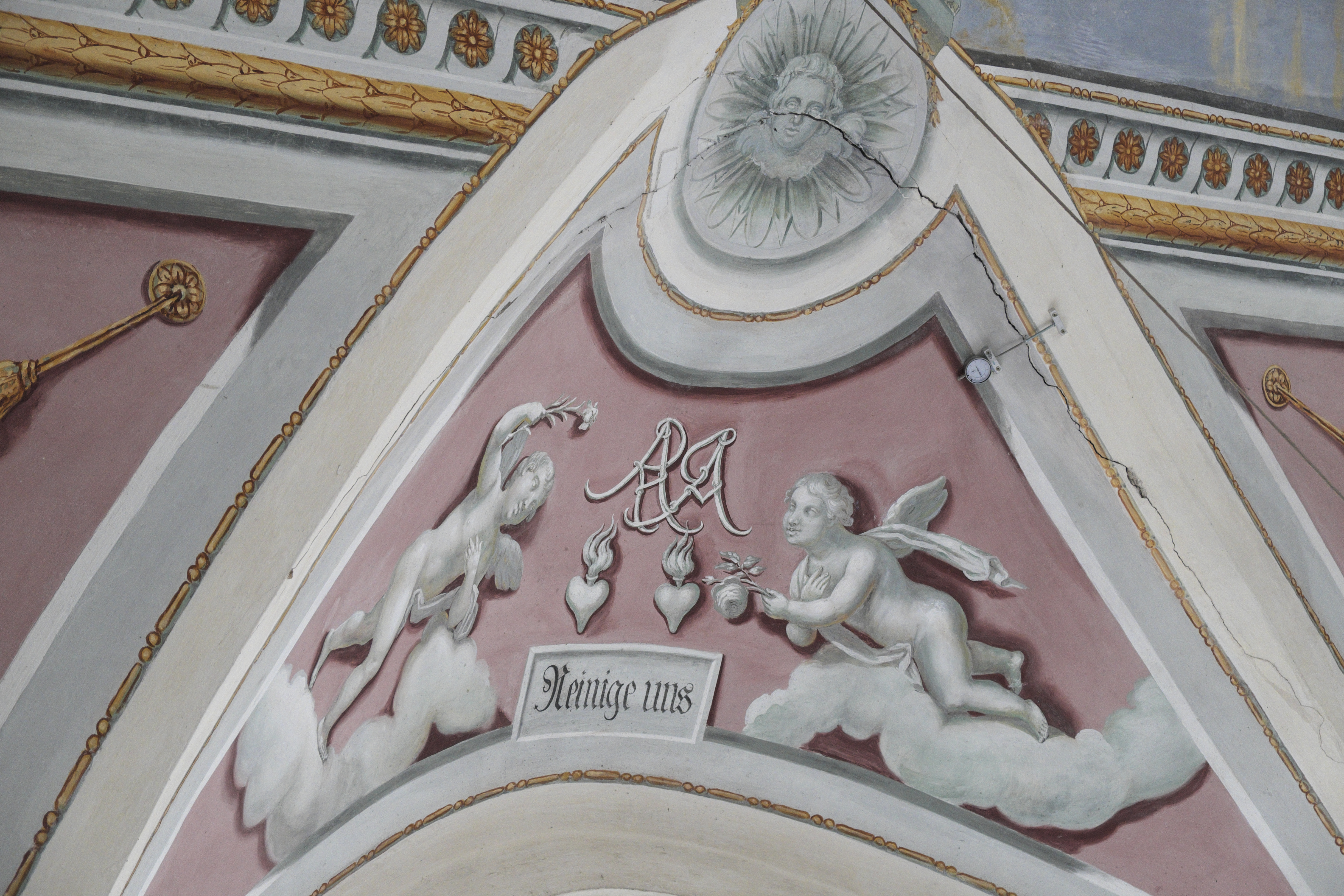
Zwickel mit gemaltem Stuck und Marienmonogramm

## Ausstattung

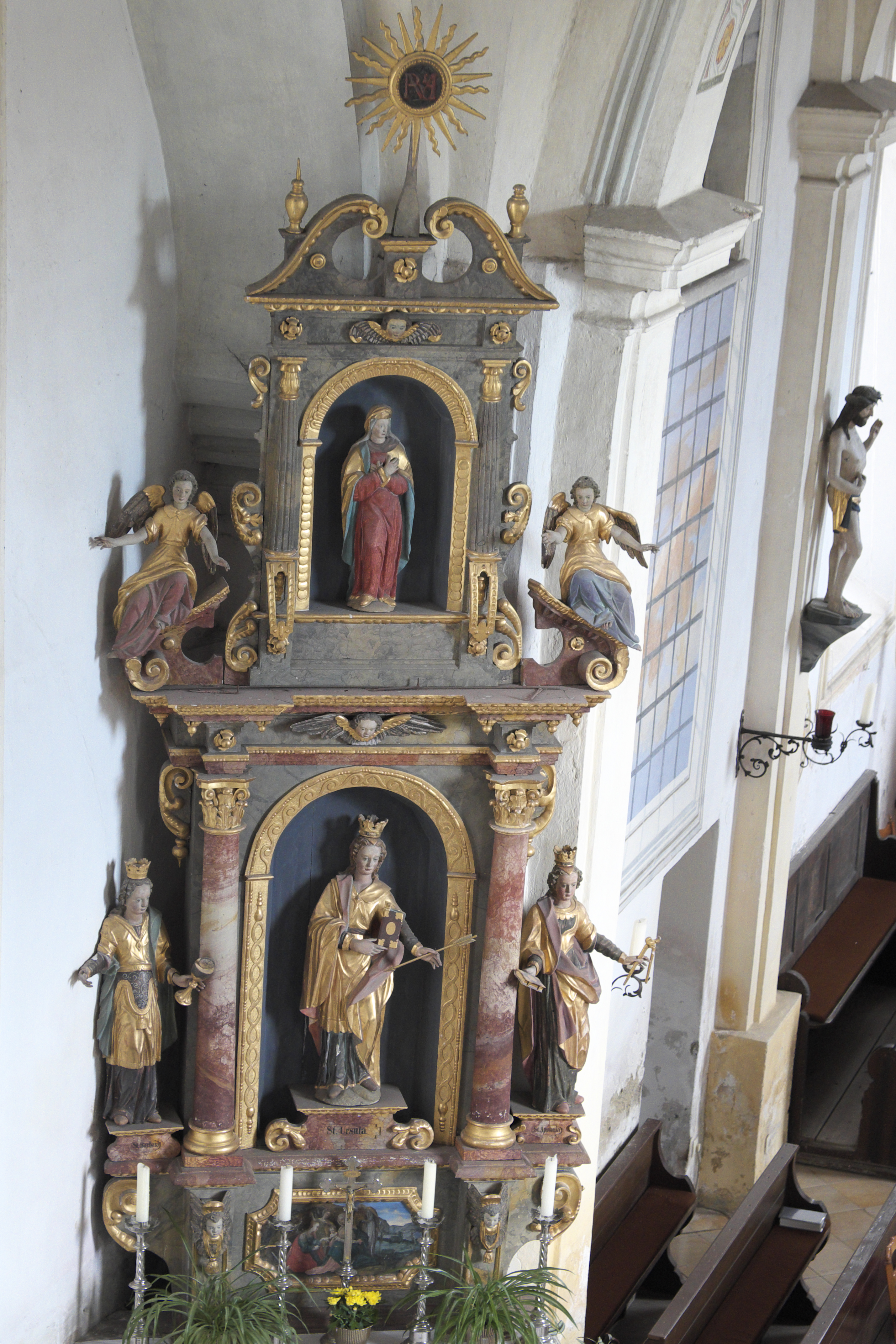
Nördlicher Seitenaltar

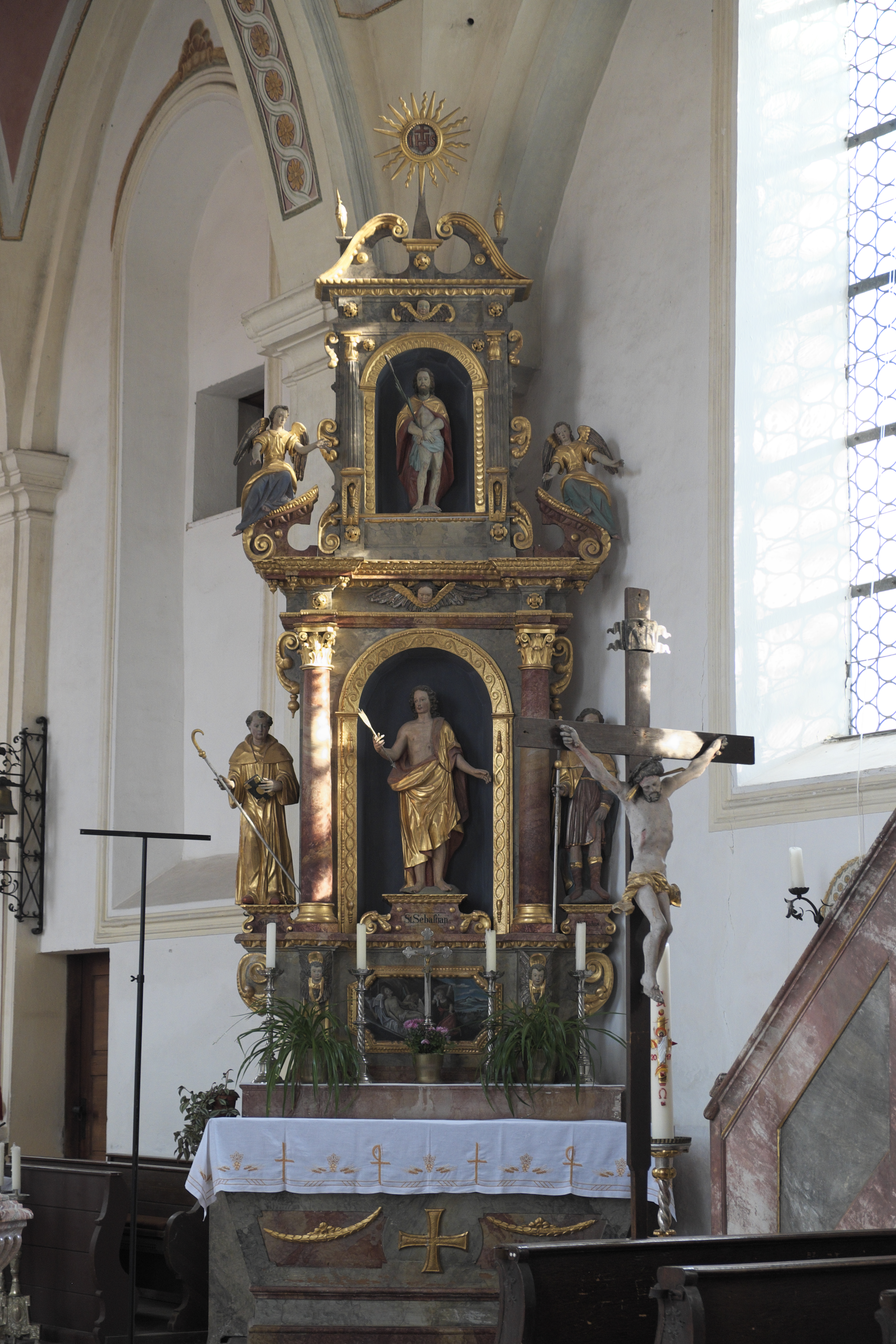
Südlicher Seitenaltar

- In der Mitte des barocken, viersäuligen Hochaltars sieht man, von Engeln umgeben, eine gotische Madonna im Strahlenkranz aus der Zeit um 1500. Im Altarauszug thront Gottvater.
- Am südlichen Seitenaltar stehen die Figuren des heiligen Leonhard, des heiligen Sebastian und des heiligen Rochus von Montpellier.
- Der nördliche Seitenaltar ist der heiligen Ursula geweiht. Sie steht im Zentrum des Altars, links von ihr die heilige Barbara, rechts die heilige Apollonia.
- Die Kanzel im Stil des Rokoko stammt aus der Mitte des 18. Jahrhunderts.
- An der Emporenbrüstung sieht man ein ehemaliges Antependiumsbild mit der Darstellung der Verkündigung aus der ersten Hälfte des 18. Jahrhunderts.
- Ein Votivbild aus dem Jahr 1667 stellt die Anbetung der Heiligen Drei Könige dar.
- Neben dem Portal steht ein gotisches, achteckiges Taufbecken aus Rotmarmor. Es wird heute als Weihwasserbecken genutzt.

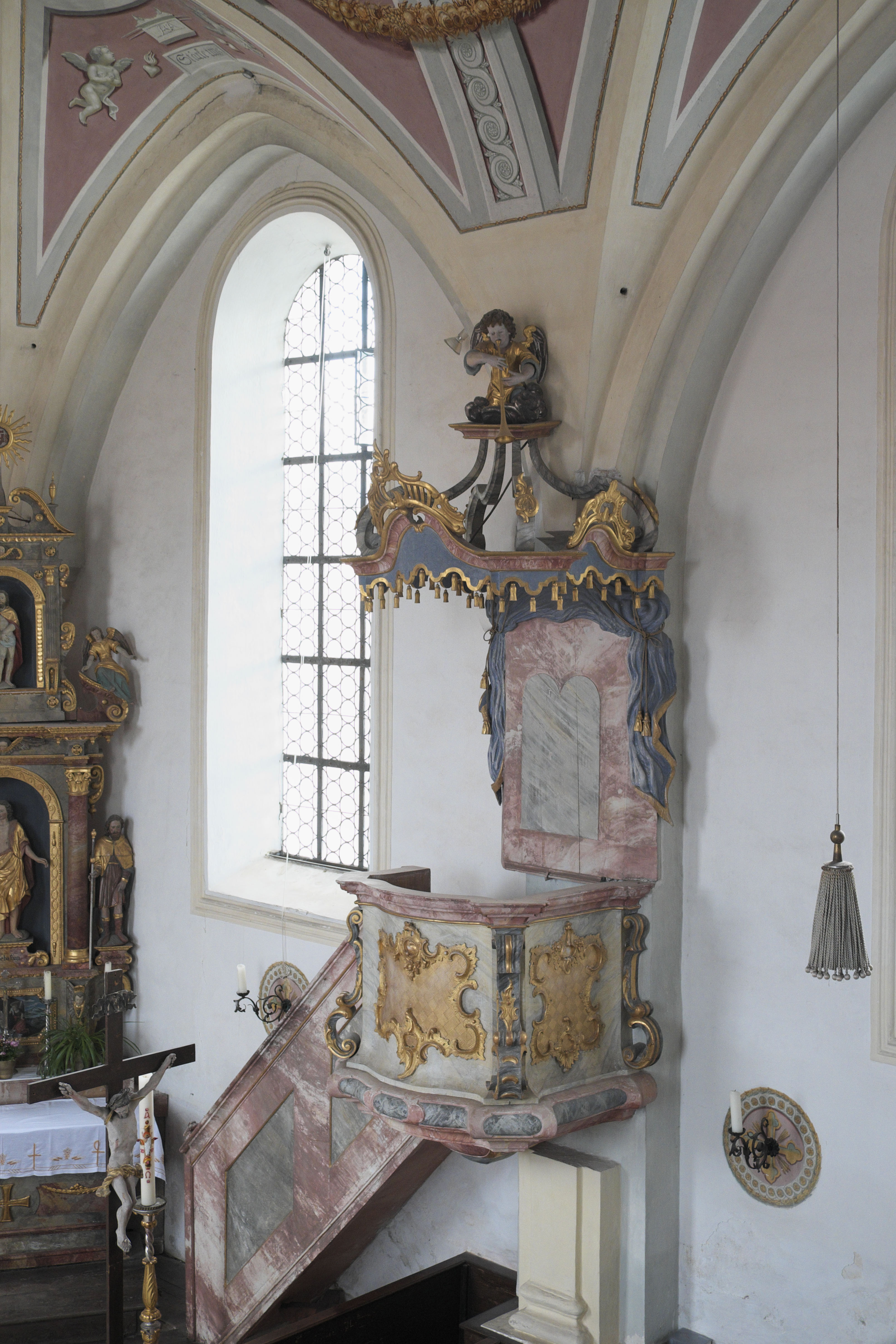
Kanzel
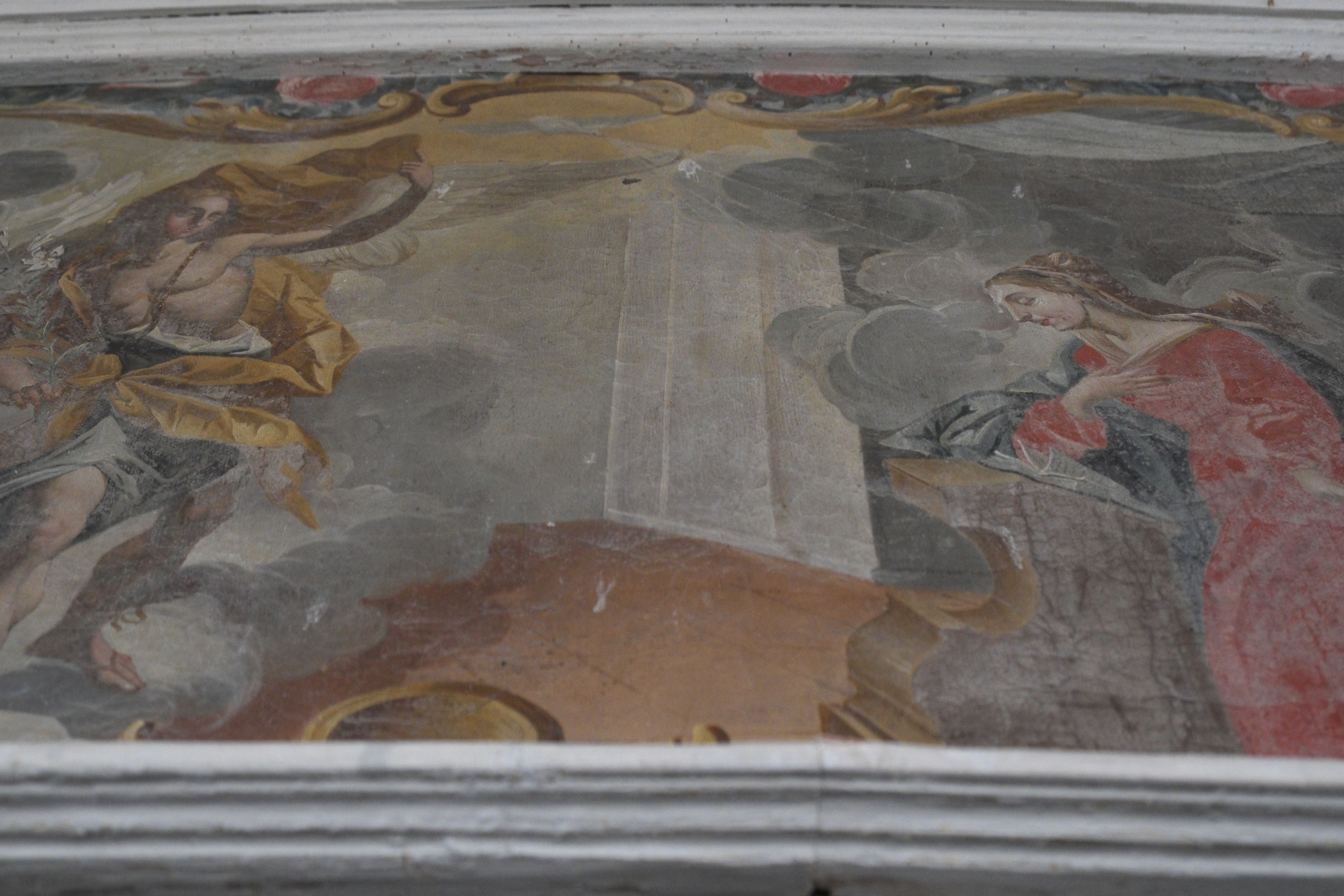
Verkündigungsszene an der Emporenbrüstung
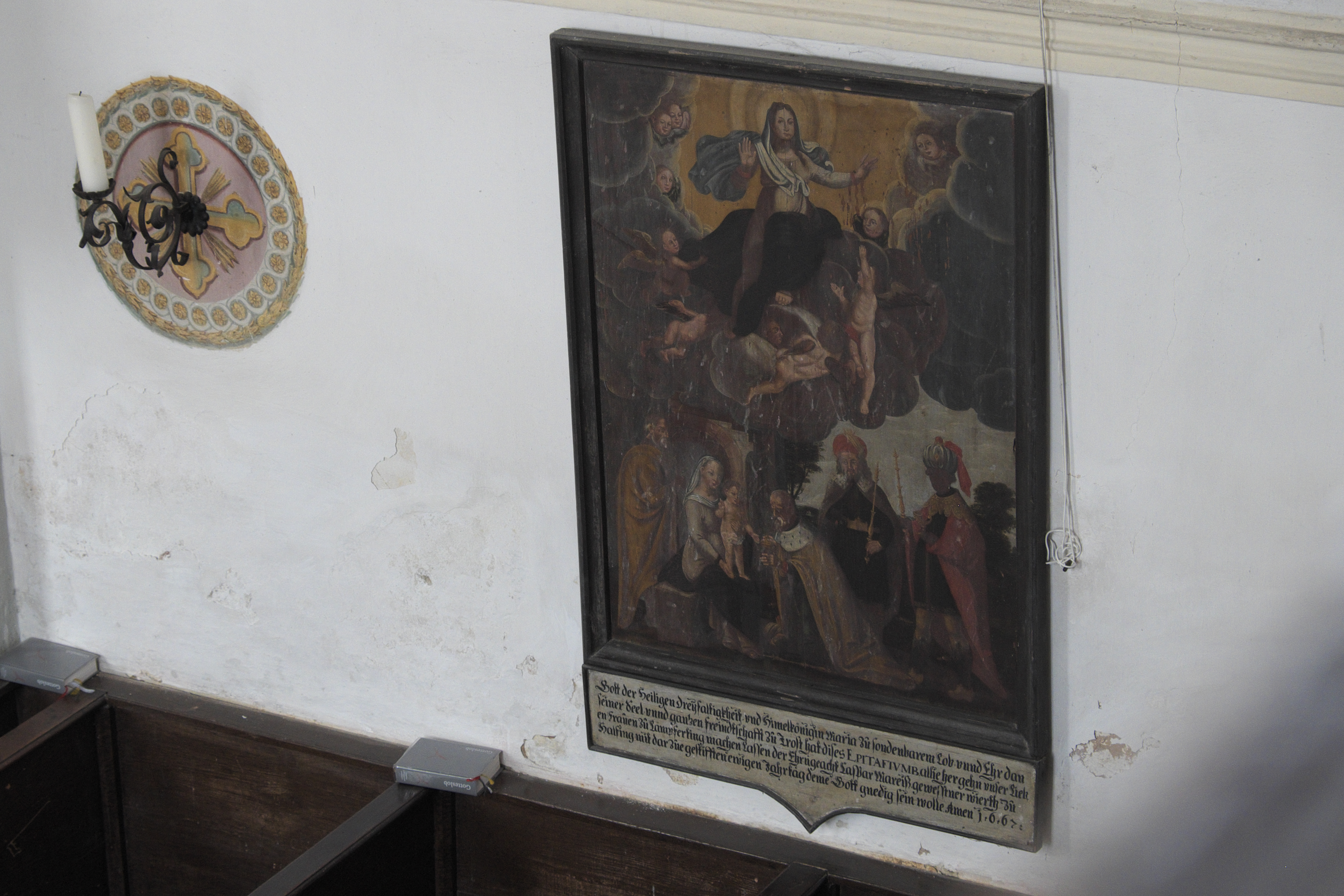
Votivbild von 1667
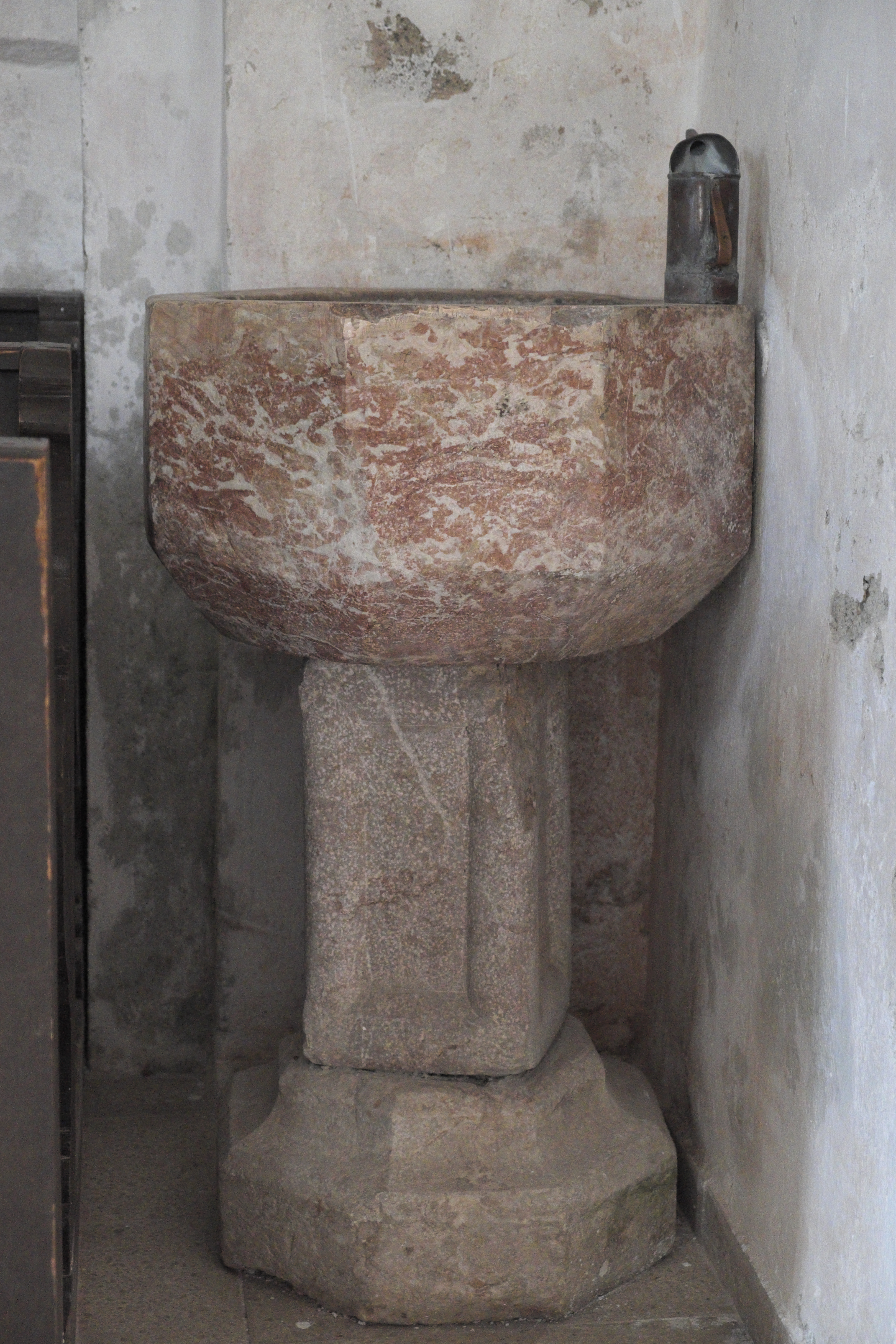
Gotisches Taufbecken